# Партикуларизам
Партикуларизам је склоност одвајању, односно чувању појединачних интереса;
- у политици: схватање да повластице или самосталност једног дела не треба подређивати нити жртвовати интересу неке веће целине; тежња за што већом самосталношћу држава чланица у некој савезној држави.

- у хришћанству, учење о некој нарочитој милости, наиме да је Исус Христос умро само неких ради, и да ће само неки доћи у Царство небеско;[2]

- мишљење Јевреја по коме су они „изабрани народ Господњи“, тј. да Бог даје првенство њима над свима осталим народима и да ће само они имати удела у вечном блаженству;[3]